# Martín Rodriguez

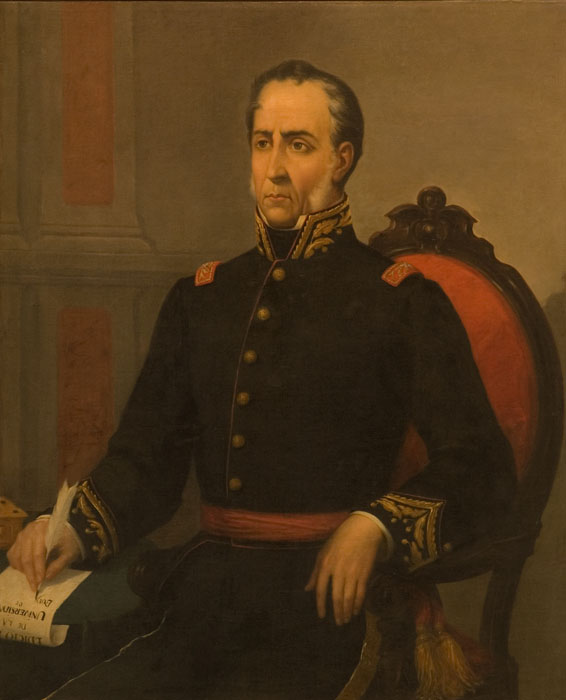
Martín Rodríguez

Martín Rodriguez (Buenos Aires, 1771 - Montevidéu, 1845) foi um político e militar argentino.

## Vida
Nascido em Buenos Aires, filho de Rufina e Fermín Rodríguez, herdou uma fazenda e administrou a propriedade até 1806. Em seguida, participou da resistência às invasões britânicas do Rio da Prata, durante as Guerras Napoleônicas e mais tarde desempenhou um papel importante nos eventos da Revolução de Maio de 1810. Após a criação da Primeira Junta que resultou, ele foi enviado para a província de Entre Ríos para apoiar as atividades de Manuel Belgrano na campanha do Paraguai. Casou-se com Manuela Carrasco em 1810, e tiveram 14 filhos.
Mais tarde, como coronel de uma unidade de hussardos, Rodríguez organizou as milícias que ameaçaram uma reunião política em abril de 1811, na tentativa de apoiar Cornelio Saavedra. Como resultado disso, Rodríguez foi preso temporariamente em San Juan, Argentina. No ano seguinte, Rodríguez interveio na Batalha de Salta. Foi chefe do Estado-Maior do Exército do Norte, e mais tarde atuou como presidente de Charcas. Reintegrando-se às tropas, participou das derrotas de Venta e Media e da Batalha de Sipe-Sipe.
Após meses de anarquia política resultante do colapso da Constituição argentina de 1819, Rodríguez foi nomeado governador da província de Buenos Aires em setembro de 1820. Ele nomeou Bernardino Rivadavia como Ministro de Estado e empreendeu uma série de reformas. Ele promulgou a reforma agrária, promovendo o uso de terras em pousio, limitou o poder da Igreja, da polícia e dos militares, restaurou as relações com o caudilho nordestino Estanislao López e fundou a cidade de Tandil, o primeiro Museu de Ciências Naturais do país, o Banco da Província de Buenos Aires e a Universidade de Buenos Aires, entre outras instituições públicas. Esta reforma enfrentou uma forte oposição de clérigos, como Francisco de Paula Castañeda, ou políticos conservadores, como Gregorio García de Tagle. Este último liderou um motim de curta duração contra o governo que lhe custou o exílio.
Ele foi sucedido em seu posto em 1824 por Juan Gregorio de las Heras, e retornou ao serviço militar. Rodríguez participou da repressão das incursões indígenas e chefiou o Exército de Observação durante a Guerra da Cisplatina, de 1825 a 1827. Rodríguez retornou a Buenos Aires, e mais tarde tornou-se um opositor do governador Juan Manuel de Rosas, juntando-se ao líder da Liga Unitária José María Paz em uma rebelião de 1841-42 contra o regime federalista. A revolta fracassou, no entanto, e Rodríguez foi exilado para Montevidéu, Uruguai, onde morreu em 1845.
 

Foi sepultado no Cemitério da Recoleta. A cidade de General Rodríguez, a oeste de Buenos Aires, foi nomeada em sua homenagem após sua criação em 1878.